# Sophronica hirsuta
Sophronica hirsuta är en skalbaggsart som först beskrevs av Francis Polkinghorne Pascoe 1864.  Sophronica hirsuta ingår i släktet Sophronica och familjen långhorningar. Inga underarter finns listade i Catalogue of Life.